# WNBA All-Star Game 2019
Match précédent Match suivant
Le WNBA All-Star Game 2019 se tient le 27 juillet 2019 au Michelob Ultra Arena à Las Vegas, Nevada. Ce match est le 16e All-Star Game annuel et il se tient pour la première fois dans la ville de la franchise des Aces de Las Vegas. 
Le match est diffusé aux États-Unis par ABCet au Canada par TSN5/SN1.

## Équipes

### Sélection

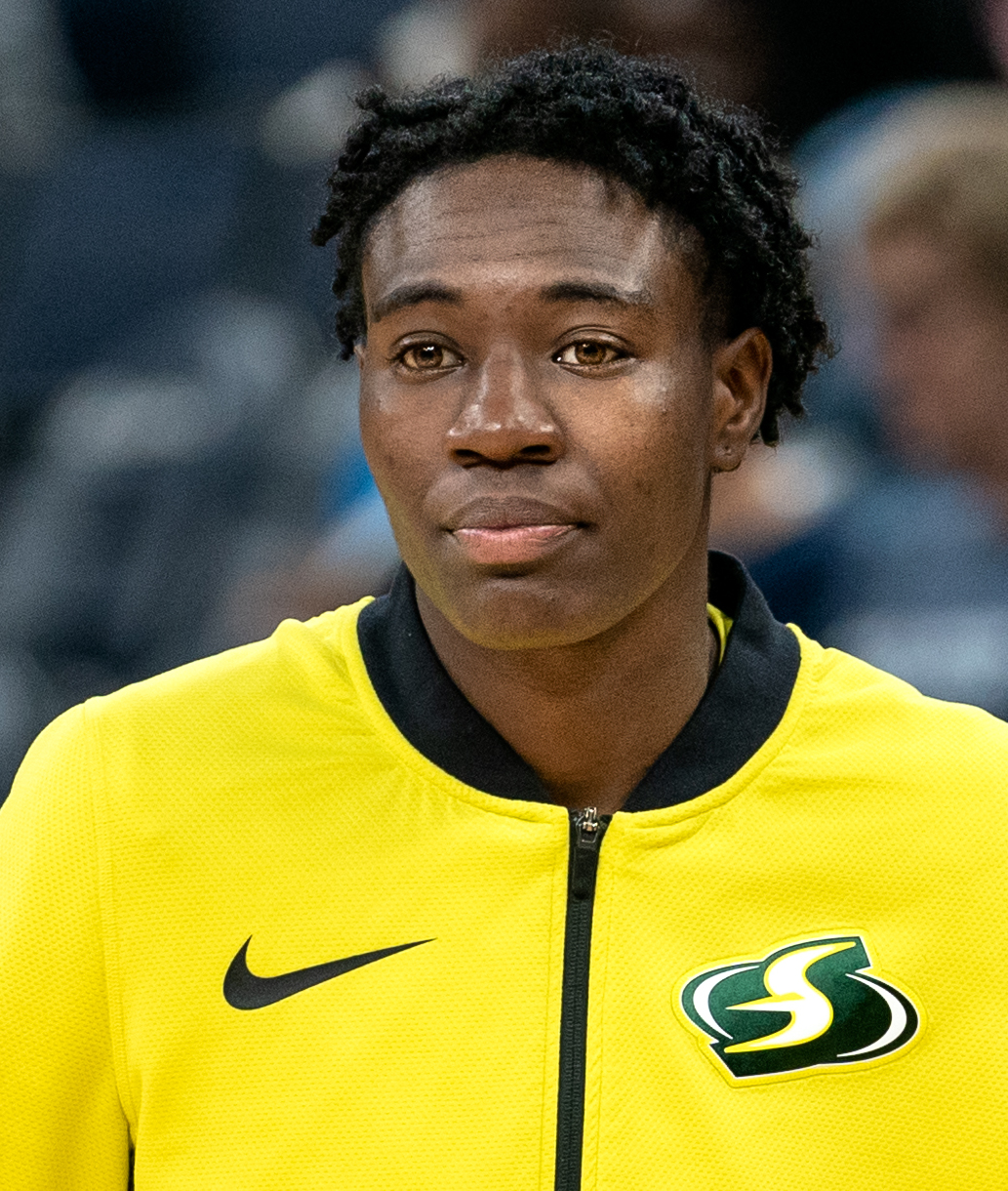
C'est la première sélection pour la joueuse de Seattle Natasha Howard.

Le 12 juin, la WNBA annonce que l'édition 2019 reprendra la formule testée l'année précédente.  Les fans, les joueuses, les entraîneurs, les journalistes sont invités à voter pour les All Stars.  Chaque groupe est invité à remplir un bulletin de quatre arrières et six joueuses de champ. Les joueuses et les entraîneurs ne peuvent choisir une membre de leur équipe. Le vote débute le 14 juin 2019 et se clôt le 9 juillet 2019.  
La pondération est la suivante : 
| Voting group    | Vote weight |
| --------------- | ----------- |
| Fans            | 50%         |
| Joueuses        | 25%         |
| Médias sportifs | 25%         |

Les joueuses ne sont pas autorisées à chacune une membre de leur équipe. Les joueuses en tête du vote sont sélectionnées pour le All-Star Game comme titulaires. Les deux joueuses ayant reçu le plus de votes sont nommées capitaines d'une équipe. Les noms des titulaires sont rendus publics 11 juillet 2019. Par la suite, les entraîneurs votent pour choisir 12 remplaçantes en retenant trois arrières, cinq joueuses de champ et quatre autres joueuses sans distinction de poste ni de conférence, à l’exclusion de joueuses de leur équipe. Les noms des remplaçantes sont rendus publics le 15 juillet . Les capitaines choisissent quatre titulaires et six remplaçantes dans le pool des joueuses retenues par les votes. Le 18 juillet, il est annoncé que cette sélections sera diffusée sur ESPN2.  La sélection est effectuée le 23 juillet à 21 h 30 ET, juste avant la rencontre opposant le Storm de Seattle aux Aces de Las Vegas diffusé sur ESPN2.

### Entraîneurs
Les entraîneurs des deux équipes sont ceux avec le meilleur pourcentage de victoires au 12 juillet. Le 11 juillet, Bill Laimbeer des Aces de Las Vegas et Mike Thibault des Mystics de Washington sont désignés comme entraîneurs du All-Star Game, leurs équipes ayant les meilleurs bilans. Laimbeer est désigné pour diriger l'équipe d'Elena Delle Done, les Aces ayant le meilleur bilan et Delle Donne ayant recueilli le plus de votes. Thibault est donc désigné pour diriger l'équipe d'Aja'a Wilson. Pour les deux entraîneurs, c'est leur troisième participation à un All-Star Game.

### Joueuses retenues
Les joueuses sélectionnées pour le All-Star Game le selon la procédure décrite ci-dessus. Les noms des titulaires sont rendus publics le 11 juillet 2019, avec Elena Delle Donne et A'ja Wilson comme captaines de chacune des deux équipes All-Star. La sélection de joueuses est complétée le 15 juillet 2019. Le 22 juillet 2019, la WNBA annonce que Napheesa Collier est sélectionnée pour remplacer A'ja Wilson qui est blessée.
| Pos     | Joueuse              | Équipe                | Nb. de sélections |
| Players | Players              | Players               | Players           |
| ------- | -------------------- | --------------------- | ----------------- |
| G       | Diamond DeShields    | Sky de Chicago        | 1                 |
| G       | Kia Nurse            | Liberty de New York   | 1                 |
| G       | Allie Quigley        | Sky de Chicago        | 3                 |
| G       | Kristi Toliver       | Mystics de Washington | 3                 |
| G       | Courtney Vandersloot | Sky de Chicago        | 2                 |
| G       | Erica Wheeler        | Fever de l'Indiana    | 1                 |
| F       | Elena Delle Donne    | Mystics de Washington | 6                 |
| F       | Candice Dupree       | Fever de l'Indiana    | 7                 |
| F       | Alyssa Thomas        | Sun du Connecticut    | 2                 |
| F/C     | Jonquel Jones        | Sun du Connecticut    | 2                 |
| C       | Tina Charles         | Liberty de New York   | 7                 |

| Pos     | Joueuse               | Équipe                | Nb. de sélections |
| Joueuse | Joueuse               | Joueuse               | Joueuse           |
| ------- | --------------------- | --------------------- | ----------------- |
| G       | Chelsea Gray          | Sparks de Los Angeles | 3                 |
| G       | Jewell Loyd           | Storm de Seattle      | 2                 |
| G       | Kayla McBride         | Aces de Las Vegas     | 3                 |
| G       | Odyssey Sims          | Lynx du Minnesota     | 1                 |
| F       | DeWanna Bonner        | Mercury de Phoenix    | 3                 |
| F       | Natasha Howard        | Storm de Seattle      | 1                 |
| F       | Nneka Ogwumike        | Sparks de Los Angeles | 6                 |
| F       | A'ja Wilson INJ1      | Aces de Las Vegas     | 2                 |
| C       | Liz Cambage           | Aces de Las Vegas     | 3                 |
| C       | Sylvia Fowles         | Lynx du Minnesota     | 6                 |
| C       | Brittney Griner       | Mercury de Phoenix    | 6                 |
| F       | Napheesa Collier REP1 | Lynx du Minnesota     | 1                 |

### Nombre de All-Stars par franchise

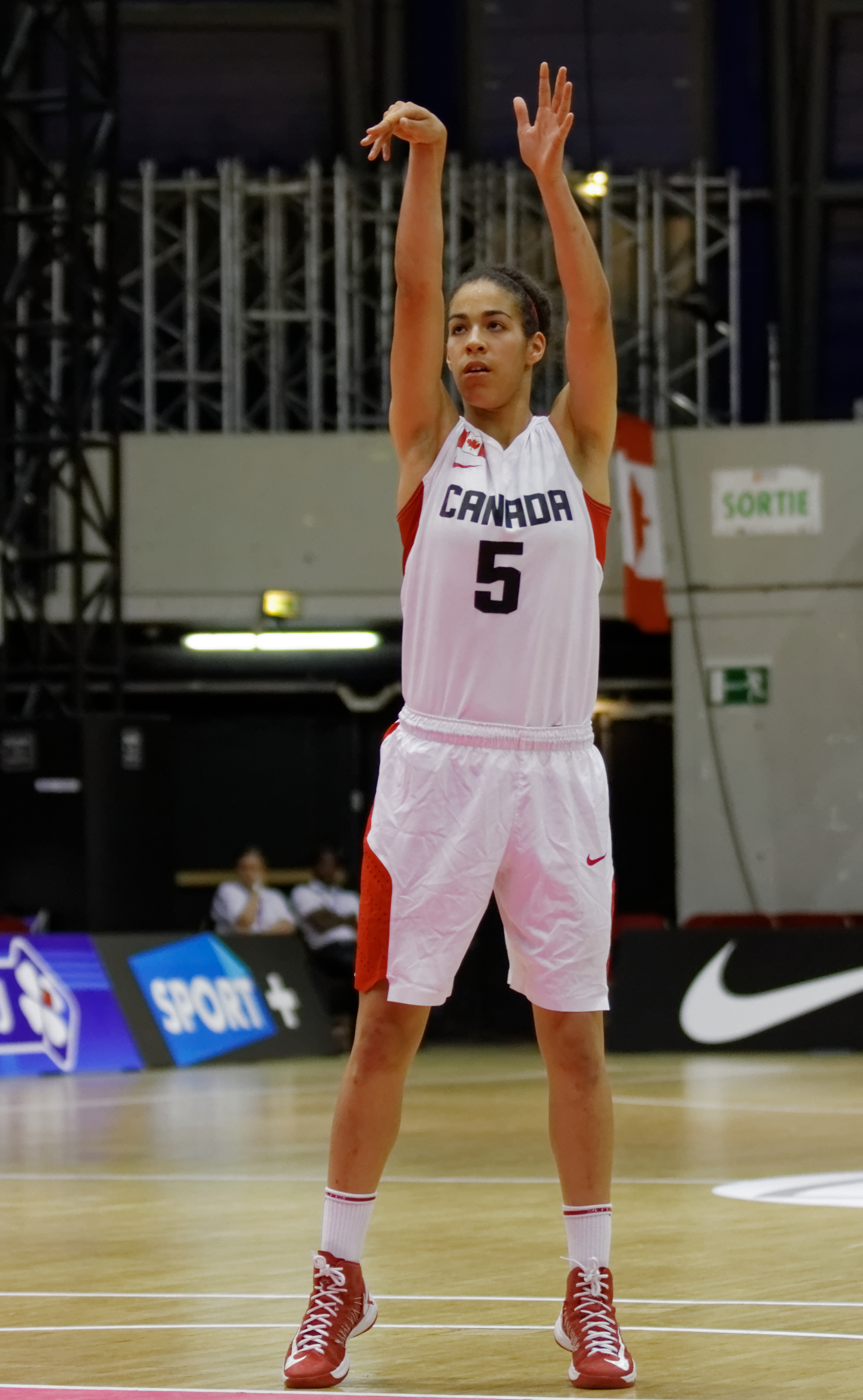
C'est la première sélection pour la canadienne Kia Nurse.

Les Aces de Las Vegas, le Sky de Chicago, et le Lynx du Minnesota ont chacune trois joueuses retenues pour le All-Star Game. Aucune joueuse du Dream d'Atlanta ou des Wings de Dallas n'est sélectionnée.
| Équipe                | Nb joueuses |
| --------------------- | ----------- |
| Dream d'Atlanta       | 0           |
| Sky de Chicago        | 3           |
| Sun du Connecticut    | 2           |
| Fever de l'Indiana    | 2           |
| Liberty de New York   | 2           |
| Mystics de Washington | 2           |
| Wings de Dallas       | 0           |
| Aces de Las Vegas     | 3           |
| Sparks de Los Angeles | 2           |
| Lynx du Minnesota     | 3           |
| Mercury de Phoenix    | 2           |
| Storm de Seattle      | 2           |

### Équipes
| Pos                                               | Joueuse              | Équipe                | Nb de sélections |            |
| Titulaires                                        | Titulaires           | Titulaires            | Titulaires       | Titulaires |
| ------------------------------------------------- | -------------------- | --------------------- | ---------------- | ---------- |
| G                                                 | Jewell Loyd          | Storm de Seattle      | 2                |            |
| G                                                 | Kia Nurse            | Liberty de New York   | 1                |            |
| F                                                 | Elena Delle Donne    | Mystics de Washington | 6                |            |
| F/C                                               | Jonquel Jones        | Sun du Connecticut    | 2                |            |
| C                                                 | Brittney Griner      | Mercury de Phoenix    | 6                |            |
| Remplaçantes                                      |                      |                       |                  |            |
| G                                                 | Kristi Toliver       | Mystics de Washington | 3                |            |
| G                                                 | Courtney Vandersloot | Sky de Chicago        | 2                |            |
| F                                                 | DeWanna Bonner       | Mercury de Phoenix    | 3                |            |
| F                                                 | Nneka Ogwumike       | Sparks de Los Angeles | 6                |            |
| F                                                 | Alyssa Thomas        | Sun du Connecticut    | 2                |            |
| C                                                 | Tina Charles         | Liberty de New York   | 7                |            |
| Entraîneur: Mike Thibault (Mystics de Washington) |                      |                       |                  |            |

| Pos                                           | Joueuse               | Équipe                | Nb de sélections |            |
| Titulaires                                    | Titulaires            | Titulaires            | Titulaires       | Titulaires |
| --------------------------------------------- | --------------------- | --------------------- | ---------------- | ---------- |
| G                                             | Chelsea Gray          | Sparks de Los Angeles | 3                |            |
| G                                             | Kayla McBride         | Aces de Las Vegas     | 3                |            |
| F                                             | Natasha Howard        | Storm de Seattle      | 1                |            |
| F                                             | A'ja Wilson INJ1      | Aces de Las Vegas     | 2                |            |
| C                                             | Liz Cambage           | Aces de Las Vegas     | 3                |            |
| Remplaçantes                                  |                       |                       |                  |            |
| G                                             | Diamond DeShields     | Sky de Chicago        | 1                |            |
| G                                             | Odyssey Sims          | Lynx du Minnesota     | 1                |            |
| G                                             | Allie Quigley ST1     | Sky de Chicago        | 3                |            |
| G                                             | Erica Wheeler         | Fever de l'Indiana    | 1                |            |
| F                                             | Napheesa Collier REP1 | Lynx du Minnesota     | 1                |            |
| F                                             | Candice Dupree        | Fever de l'Indiana    | 7                |            |
| C                                             | Sylvia Fowles         | Lynx du Minnesota     | 6                |            |
| Entraîneur: Bill Laimbeer (Aces de Las Vegas) |                       |                       |                  |            |

Formations à la date du 16 juillet 2019.
INJ1 A'ja Wilson est inapte à joueur en raison d'une blessure.

REP1 Napheesa Collier est sélectionnée pour suppléer Wilson.

ST1 Allie Quigley est sélectionnée dans le cinq de départ à la place de Wilson.

## Rencontre
La rencontre a lieu en présence de plusieurs personnalités telles les basketteurs Kobe Bryant et Chris Paul, Sue Bird et la championne du monde de football Megan Rapinoe.
| 27 juillet 2019 | Rapport | Équipe Wilson 129, Équipe Delle Donne 126          | Équipe Wilson 129, Équipe Delle Donne 126 | Équipe Wilson 129, Équipe Delle Donne 126 |  | Michelob Ultra Arena, Las Vegas, Nevada Affluence : 9157 Arbitres : #42 Roy Gulbeyan, #13 Cheryl Flores, #15 Fatou Cissoko-Stephens | ABC, TSN5/SN1 |
| 27 juillet 2019 | Rapport | Score par quart-temps : 39-23, 38-40, 28-32, 24-31 |                                           |                                           |  | Michelob Ultra Arena, Las Vegas, Nevada Affluence : 9157 Arbitres : #42 Roy Gulbeyan, #13 Cheryl Flores, #15 Fatou Cissoko-Stephens | ABC, TSN5/SN1 |
| 27 juillet 2019 | Rapport | Wheeler 25 Fowles 9 Gray 10                        | Points Rebonds Passes d.                  | Ogwumike 22 Jones 13 Toliver 9            |  | Michelob Ultra Arena, Las Vegas, Nevada Affluence : 9157 Arbitres : #42 Roy Gulbeyan, #13 Cheryl Flores, #15 Fatou Cissoko-Stephens | ABC, TSN5/SN1 |

Erica Wheeler (25 points dont 7 sur 13 à 3 points) est élue meilleure joueuse du match, alors même qu'elle n'avait pas été draftée,.

## Concours de tirs à trois points et concours de fondamentaux
Le 17 juin 2019, il est annoncé la tenue d'un concours de tirs à trois points et d'un concours de fondamentaux le 25 juillet, la soirée précédant le All-Star Game. C'est la première fois que ces deux concours se tiennent depuis l'édition 2006.

### Règles
Le concours de tirs à trois points se déroule en deux manches chronométrées durant lesquelles les participants doivent tirer de cinq endroits du terrain le long de la ligne des trois points. Les quatre premiers racks contiennent quatre ballons comptant pour un point et un ballon valant deux points et le dernier rack ne contient que des ballons comptant chacun pour deux points que chaque compétitrice peut positionner sur place de son choix. Les joueuses disposent d'une minute pour tirer autant des 25 ballons qu'elles peuvent. Les deux joueuses avec les meilleurs scores au premier tour se qualifient pour le tour final.
Le Concours de fondamentaux débute par un slalom entre cinq figurines puis la joueuse doit réussir une passe un panier mis à la verticale (3 essais), retraverser le terrain pour réussir un double-pas et repartit avec la balle pour réussir un panier à trois points, la première réussite marquant l'arrêt du chronomètre. La compétition se déroule sous la forme d'un tournoi à élimination directe, la plus rapide à réussir le panier primé l'emportant.

### Concours de paniers à trois points
| Position | Joueuse            | Équipe                | % à 3 points en 2019 | % à 3 points en 2019 | % à 3 points en 2019 | 1er tour | 2e tour |
| Position | Joueuse            | Équipe                | Réussis              | Tentés               | %                    | 1er tour | 2e tour |
| -------- | ------------------ | --------------------- | -------------------- | -------------------- | -------------------- | -------- | ------- |
| G        | Shekinna Stricklen | Sun du Connecticut    | 45                   | 115                  | 39,1                 | 21       | 23      |
| G        | Kayla McBride      | Aces de Las Vegas     | 36                   | 76                   | 47,4                 | 22       | 22      |
| G        | Allie Quigley      | Sky de Chicago        | 51                   | 107                  | 47,7                 | 19       | —       |
| G        | Kia Nurse          | Liberty de New York   | 39                   | 110                  | 35,5                 | 14       | —       |
| G        | Erica Wheeler      | Fever de l'Indiana    | 35                   | 82                   | 42,7                 | 12       | —       |
| G        | Chelsea Gray       | Sparks de Los Angeles | 23                   | 64                   | 35,9                 | 8        | —       |

L'ailière du Sun Shekinna Stricklen inscrit 23 points en finale pour l'emporter d'un point sur la locale Kayla McBride, battue en finale pour la deuxième fois consécutive.

### Concours de fondamentaux
|  | Premier tour                   | Premier tour                 |                                |   | Demi-finales | Demi-finales |  |  | Finale | Finale |
|  | Premier tour                   | Premier tour                 |                                |   | Demi-finales | Demi-finales |  |  | Finale | Finale |
|  |                                |                              |                                |   |              |              |  |  |        |        |
|  |                                |                              |                                |   |              |              |  |  |        |        |
|  |                                |                              |                                |   |              |              |  |  |        |        |
|  | Napheesa Collier (Minnesota)   | P                            |                                |   |              |              |  |  |        |        |
|  | Napheesa Collier (Minnesota)   | P                            |                                |   |              |              |  |  |        |        |
|  | Jonquel Jones (Connecticut)    | G                            |                                |   |              |              |  |  |        |        |
|  | Jonquel Jones (Connecticut)    | G                            | Courtney Vandersloot (Chicago) | P |              |              |  |  |        |        |
|  |                                |                              | Courtney Vandersloot (Chicago) | P |              |              |  |  |        |        |
|  |                                | Jonquel Jones (Connecticut)  | G                              |   |              |              |  |  |        |        |
|  | Courtney Vandersloot (Chicago) | Jonquel Jones (Connecticut)  | G                              | G |              |              |  |  |        |        |
|  | Courtney Vandersloot (Chicago) |                              |                                | G |              |              |  |  |        |        |
|  | Sami Whitcomb (Seattle)        | P                            |                                |   |              |              |  |  |        |        |
|  | Sami Whitcomb (Seattle)        | P                            | Jonquel Jones (Connecticut)    | P |              |              |  |  |        |        |
|  |                                |                              | Jonquel Jones (Connecticut)    | P |              |              |  |  |        |        |
|  |                                | Diamond DeShields (Chicago)  | G                              |   |              |              |  |  |        |        |
|  | Odyssey Sims (Minnesota)       | Diamond DeShields (Chicago)  | G                              | P |              |              |  |  |        |        |
|  | Odyssey Sims (Minnesota)       |                              |                                | P |              |              |  |  |        |        |
|  | Diamond DeShields (Chicago)    | G                            |                                |   |              |              |  |  |        |        |
|  | Diamond DeShields (Chicago)    | G                            | Diamond DeShields (Chicago)    | G |              |              |  |  |        |        |
|  |                                |                              | Diamond DeShields (Chicago)    | G |              |              |  |  |        |        |
|  |                                | Elizabeth Williams (Atlanta) | P                              |   |              |              |  |  |        |        |
|  | Elizabeth Williams (Atlanta)   | Elizabeth Williams (Atlanta) | P                              | G |              |              |  |  |        |        |
|  | Elizabeth Williams (Atlanta)   |                              |                                | G |              |              |  |  |        |        |
|  | Brittney Griner (Phoenix)      | P                            |                                |   |              |              |  |  |        |        |
|  | Brittney Griner (Phoenix)      | P                            |                                |   |              |              |  |  |        |        |

En finale, Diamond DeShields manque trois fois la passe, mais finit le concours en 23,4 secondes et réussit son panier à trois points quand Jonquel Jones manque sa première tentative.